# Dicaelotus pudibundus
Dicaelotus pudibundus là một loài tò vò trong họ Ichneumonidae.